# Nagoya Lucent Tower
Nagoya Lucent Tower (яп. なごやルーセントタワー нагояру:сентотава:) — это 180-метровый 40-этажный небоскреб, расположенный по адресу 6, 1 Усидзима, район Ниши, город Нагоя, префектура Айти, Япония. Шестой по высоте небоскрёб в Нагое.